# Zingiber longiglande
Zingiber longiglande là một loài thực vật có hoa trong họ Gừng. Loài này được Fang Ding (方鼎, Phương Đỉnh) và Qin De Hai (覃德海, Đàm Đức Hải) miêu tả khoa học đầu tiên năm 1996. Tên gọi thông thường trong tiếng Trung là 长腺姜 (trường tuyến khương), nghĩa đen là gừng tuyến dài.

## Phân bố
Loài này có tại khu tự trị Quảng Tây. Môi trường sống là sườn dốc đồi núi, ở cao độ khoảng 700 m.

## Mô tả
Thân rễ ruột màu vàng, dạng củ; rễ với củ hình thoi ở chóp. Thân giả ~1,3 m. Bẹ lá với mép dạng màng; lưỡi bẹ 2 thùy, 1-6 mm, dạng màng; cuống lá từ không có đến dài tới 5 mm với lông tơ áp ép; phiến lá hình elip hẹp, hiếm khi hình mác, 8-30 × 1,5-5 cm, mặt gần trục nhẵn nhụi, mặt xa trục thưa lông tơ áp ép, đáy thon nhỏ dần, đỉnh nhọn thon. Cụm hoa mọc từ thân rễ, hình trứng hoặc hình elipxoit hẹp, 5-6,6 × 2-3,5 cm; lá bắc màu tía, hình trứng hẹp, ~4,5 × 1,3(-2) cm, mặt xa trục thưa lông tơ áp ép, đỉnh nhọn thon ngắn; lá bắc con hình trứng hẹp, 3,4-4 × ~1 cm, đỉnh tù. Đài hoa nhẵn nhụi, dài 2,3-2,5 cm, chẻ một bên, đỉnh gần cắt cụt, 3 răng tròn. Ống tràng hoa 3-4 cm; các thùy màu vàng, thùy giữa hình trứng, ~3 × 1,4 cm, các thùy bên hình mác, ~2,5 × 0,8 cm. Cánh môi màu vàng với các đốm màu hồng, hình trứng rộng, ~3,5 × 3 cm, mép hơi gợn sóng, đỉnh rộng đầu; không có thùy bên. Bao phấn không cuống, ~1,4 cm; phần phụ kết nối ~1,8 cm. Bầu nhụy rậm lông tơ áp ép. Vòi nhụy 6-6,7 cm; đầu nhụy có lông rung. Nhụy lép hình kim, ~8 mm. Ra hoa tháng 7.